# نادي العدالة موسم 2012–13
نادي العدالة موسم 2012–13 هو الموسم التاسع والعشرون في تاريخ نادي العدالة حيثُ شارك فيه بدوري الدرجة الثانية فلعب 18 مباراة جمع خلالها 19 نقطة فقط وهو ما مكّنه من احتلالِ المركز التاسع في جدول ترتيب «المجموعة أ» ليُغادر دوري الدرجة الثانيّة صوب دوري الدرجة الثالثة، كما لم يُشارك في كأس خادم الحرمين الشريفين ولا في كأس وليّ العهد.

## نظرة عامّة
| المنافسة                    | أول مباراة           | آخر مباراة        | الدور الافتتاحي | المركز النهائي | السجل | السجل | السجل | السجل | السجل | السجل | السجل | السجل   |
| المنافسة                    | أول مباراة           | آخر مباراة        | الدور الافتتاحي | المركز النهائي | لعب   | ف     | ت     | خ     | له    | عليه  | ف.أ.  | الفوز % |
| --------------------------- | -------------------- | ----------------- | --------------- | -------------- | ----- | ----- | ----- | ----- | ----- | ----- | ----- | ------- |
| دوري الدرجة الثانية السعودي | 26 أيلول/سبتمبر 2012 | 13 آذار/مارس 2013 | الجولة الأولى   | المركز التاسع  | 18    | 4     | 7     | 7     | 22    | 27    | −5    | 022٫22  |
| كأس الملك                   | –                    | –                 | –               | –              | 0     | 0     | 0     | 0     | 0     | 0     | +0    | —       |
| المجموع                     | المجموع              | المجموع           | المجموع         | المجموع        | 18    | 4     | 7     | 7     | 22    | 27    | −5    | 022٫22  |

المصدر: المنافسات

### حصيلة النتائج
| الفريق ╲ الجولة | 1 | 2 | 3 | 4 | 5 | 6 | 7 | 8 | 9 | 10 | 11 | 12 | 13 | 14 | 15 | 16 | 17 | 18 |
| --------------- | - | - | - | - | - | - | - | - | - | -- | -- | -- | -- | -- | -- | -- | -- | -- |
| العدالة         | W | L | L | D | L | D | L | L | W | D  | D  | D  | D  | W  | L  | W  | D  | L  |

### ملخص النتائج
| شامل | شامل | شامل | شامل | شامل | شامل | شامل | شامل | على أرضه | على أرضه | على أرضه | على أرضه | على أرضه | على أرضه | خارج أرضه | خارج أرضه | خارج أرضه | خارج أرضه | خارج أرضه | خارج أرضه |
| لعب  | ف    | ت    | خ    | أ.ل  | أ.ع  | ف.أ  | ن    | ف        | ت        | خ        | أ.ل      | أ.ع      | ف.أ      | ف         | ت         | خ         | أ.ل       | أ.ع       | ف.أ       |
| ---- | ---- | ---- | ---- | ---- | ---- | ---- | ---- | -------- | -------- | -------- | -------- | -------- | -------- | --------- | --------- | --------- | --------- | --------- | --------- |
| 18   | 4    | 7    | 7    | 22   | 27   | −5   | 19   | 3        | 5        | 1        | 11       | 11       | 0        | 1         | 2         | 6         | 11        | 16        | −5        |

## الدوري

### معلومات عامّة
النصف الأول
بدأ العدالة موسمه الجديد بداية جيّدة إلى حدٍ ما حيثُ استطاع تحقيق الفوز في الجولة الأولى على حسابِ نادي نجد بثلاثة أهداف مقابل واحد في ملعب نادي نجد بحوطة سدير في السادس والعشرين من أيلول/سبتمبر 2012، لكنّه سقط سقوطًا مدويًا في الجولة المواليّة أمام نادي العيون في مباراة ديربي قويّة انتهت بأربعة أهدافٍ للثاني مقابل هدفٍ يتيمٍ للأول في ملعب الأمير عبد الله بن جلوي الذي هو ملعبُ الفريقين. حاول العدالة تدارك الأمر لكنّه فشل في ذلك حيثُ تعرض لخسارة هي الثانيّة على التوالي في الدوري وكانت هذه المرة أمام نادي الدرعية في العاصِمة السعوديّة الرياض بهدفينِ مقابل واحد.
تمكّن العدالة في الجولة الرابعة من كسرِ مسلسل نتائجه السلبيّة ولو من بوابة التعادل بعدما خرج بنقطةٍ يتيمةٍ أمام نادي الصقور (1 – 1) في الأحساء، لكنّه عاد سريعًا لدوّامة الخسائر فانهزم هزيمة هي الثالثة تواليًا في الدوري أمام نادي التهامي في ملعب مدينة الملك فيصل الرياضية بمدينة جازان، قبل أن يتعادل داخل ميدانهِ من جديدٍ أمام نادي الحمادة بهدفٍ في كلّ شبكة.
فشل العدالة في تداركِ انطلاقتهِ السيّئة جدًا فخسر من جديدٍ خارج ميدانه أمام نادي الجبلين بهدفينِ مقابل واحد في المباراة التي أُقيمت على ملعب الأمير عبد العزيز بن مساعد بمدينة حائل في السابع من كانون الأول/ديسمبر 2012، ثمّ تلتها خسارةٌ أخرى أمام نادي أحد بأربعة أهداف مقابل اثنينِ في المدينة المنورة، قبل أن يُحقّق ثاني انتصارٍ له في الدوري أمام نادي القلعة (2 – 1) وهو الانتصار الأول للفريقِ بعد سبع مبارياتٍ لعبها وفشل فيها في الخروج بالعلامة الكاملة.
النصف الثاني
بدأ العدالة النصف الثاني من الدوري وعينهُ على تحقيقِ نتائج إيجابية تُبعده من مراكز الخطر التي يقبعُ فيها بعد سلسلة النتائج السلبيّة التي دخل فيها في النصف الأول، لكنّ ذلك لم يتحقّق حيثُ فشل النادي الأحسائي في الجولة العاشرة في تحقيقِ الفوز مُكتفيًا بتقاسمِ النقاط مع ضيفهِ نجد بعد تعادلٍ إيجابيّ بهدفٍ في كلّ شبكة في الأحساء، وهي ذات النتيجة التي تكررت في الجولة الموالية حيثُ تعادل العدالة مع غريمهِ التقليد العيون في مباراة ديربي قويّة شهدها ملعب الأمير عبد الله بن جلوي في الرابع والعشرين من كانون الثاني/يناير 2013، ثمّ تعادل بنفس النتيجة كذلك (1 – 1) أمام نادي الدرعية في الأحساء في الجولة الثانيّة عشر من الدوري ليكون بذلك هذا التعادل هو الثالث تواليًا للفريق الأحسائي مواصلًا نزف النقاط.
سافر العدالة في الرابع من شباط/فبراير نحو تبوك حيثُ واجه هناك نادي الصقور الذي فرض على النادي الأحسائي تعادلًا جديدًا هو الرابع تواليًا هذه المرة، ونجحَ أخيرًا في الجولة الرابعة عشر في كسرِ سلسلة نتائجه السلبيّة حينما تغلّب على نادي التهامي بهدفٍ نظيفٍ في الأحساء، ثمّ عاد لدوّامة النتائج السلبيّة من جديدٍ حينما خسر أمام نادي الحمادة في الغاط بهدفينِ مقابل واحد.
تدارك العدالة قليلًا مما فاتهُ فتمكّن في الأول من آذار/مارس 2013 من تحقيقِ فوز معنويّ على نادي الجبلين في ملعب الأمير عبد الله بن جلوي بهدفينِ مقابل واحد لحسابِ مباريات الجولة السادسة عشر، لكنّه ضيّع نقطتين ثمينتينِ جدًا حينما تعادل بهدفٍ في كلّ شبكة أمام نادي أحد في الجولة ما قبل الأخيرة، قبل أن يختتم الفريقُ الأحسائي الدوري بخسارةٍ مؤلمةٍ أمام القلعة – الذي كان مُهددًّا هو الآخر – في الجوف مُضيّعًا آماله الكليّة في البقاء في دوري الدرجة الثانيّة.

### قائمة المباريات
جدول الترتيب
حلَّ نادي العدالة في المركز التاسع (المجموعة أ) في الترتيب النهائي لجدول ترتيب دوري الدرجة الثانيّة السعودي وذلك في 18 مباراة لعبها حيثُ فاز في أربع مبارياتٍ وتعادل في سبعة وخسر مثلها ليجمع بذلك 19 نقطة فقط خلفَ نادي القلعة الذي حلَّ ثامنًا بـ 21 نقطة بفارقِ نقطتين عن النادي الأحسائي. سجّل العدالة في المباريات الثمانية عشر التي لعبها 22 هدفًا فقط (بمعدل 1.22 في كلّ مباراة) كثالث أضعف خطّ هجوم بينما استقبلت شباكه 27 هدفًا (بمعدل هدف ونصف في كلّ مباراة) كثالث أسوء خطّ دفاع في الدوري. رافق نادي العدالة إلى مباريات الإصقاء والهبوط نحو دوري الدرجة الثالثة نادي نجد الذي قدم هو الآخر مستوى سيئًا للغاية حيثُ جمع 10 نقاطٍ فقط من أصل 54 ممكنة وذلك بعدما خسر 10 مبارياتٍ كاملة وتعادل في سبعة بينما فاز في مباراة واحدة فقط.
| المركز | الفريق       | لعب | فاز | تعادل | خسر | له | عليه | فارق الأهداف | نقاط | تأهل أو هبط                         |
| ------ | ------------ | --- | --- | ----- | --- | -- | ---- | ------------ | ---- | ----------------------------------- |
| 1      | الدرعية      | 18  | 12  | 4     | 2   | 31 | 14   | 17           | 40   | ترقى إلى دوري الدرجة الأولى السعودي |
| 2      | نادي أحد     | 18  | 8   | 6     | 4   | 27 | 22   | 5            | 30   | تأهل إلى المركز الثالث              |
| 3      | نادي العيون  | 18  | 8   | 5     | 5   | 33 | 22   | 11           | 29   |                                     |
| 4      | نادي التهامي | 18  | 6   | 6     | 6   | 20 | 19   | 1            | 24   |                                     |
| 5      | نادي الجبلين | 18  | 6   | 6     | 6   | 23 | 26   | -3           | 24   |                                     |
| 6      | نادي الصقور  | 18  | 6   | 6     | 6   | 19 | 24   | -5           | 24   |                                     |
| 7      | نادي الحمادة | 18  | 5   | 6     | 7   | 22 | 22   | 0            | 21   |                                     |
| 8      | نادي القلعة  | 18  | 6   | 3     | 9   | 27 | 33   | -6           | 21   |                                     |
| 9      | نادي العدالة | 18  | 4   | 7     | 7   | 22 | 27   | -5           | 19   | هبط إلى دوري الدرجة الثالثة السعودي |
| 10     | نادي نجد     | 18  | 1   | 7     | 10  | 15 | 30   | -15          | 10   | هبط إلى دوري الدرجة الثالثة السعودي |

قائمة المباريات
هذه قائمةٌ بمباريات نادي العدالة في دوري الدرجة الثانيّة السعودي موسم 2012–13:
| 26 سبتمبر 2012 1 | نجد | 1 – 3 | العدالة | حوطة سدير             |
| 19:00            |     |       |         | الملعب: ملعب نادي نجد |

| 10 أكتوبر 2012 2 | العدالة | 1 – 4 | العيون | الأحساء                              |
| 19:00            |         |       |        | الملعب: ملعب الأمير عبد الله بن جلوي |

| 09 نوفمبر 2012 3 | الدرعية | 2 – 1 | العدالة | الرياض                                 |
| 18:00            |         |       |         | الملعب: ملعب الأمير تركي بن عبد العزيز |

| 15 نوفمبر 2012 4 | العدالة | 1 – 1 | الصقور | الأحساء                              |
| 16:00            |         |       |        | الملعب: ملعب الأمير عبد الله بن جلوي |

| 22 نوفمبر 2012 5 | التهامي | 1 – 0 | العدالة | جازان                                  |
| 14:40            |         |       |         | الملعب: ملعب مدينة الملك فيصل الرياضية |

| 20 نوفمبر 2012 6 | العدالة | 1 – 1 | الحمادة | الأحساء                              |
| 16:00            |         |       |         | الملعب: ملعب الأمير عبد الله بن جلوي |

| 07 ديسمبر 2012 7 | الجبلين | 2 – 1 | العدالة | حائل                                    |
| 18:00            |         |       |         | الملعب: ملعب الأمير عبد العزيز بن مساعد |

| 12 ديسمبر 2012 8 | أحد | 4 – 2 | العدالة | المدينة المنورة                        |
| 15:25            |     |       |         | الملعب: ملعب الأمير محمد بن عبد العزيز |

| 20 ديسمبر 2012 9 | العدالة | 2 – 1 | القلعة | الأحساء                              |
| 15:25            |         |       |        | الملعب: ملعب الأمير عبد الله بن جلوي |

| 28 ديسمبر 2012 10 | العدالة | 1 – 1 | نجد | الأحساء                              |
| 13:30             |         |       |     | الملعب: ملعب الأمير عبد الله بن جلوي |

| 24 يناير 2013 11 | العيون | 1 – 1 | العدالة | الأحساء                              |
| 18:00            |        |       |         | الملعب: ملعب الأمير عبد الله بن جلوي |

| 30 يناير 2013 12 | العدالة | 1 – 1 | الدرعية | الأحساء                              |
| 16:00            |         |       |         | الملعب: ملعب الأمير عبد الله بن جلوي |

| 04 فبراير 2013 13 | الصقور | 1 – 1 | العدالة | تبوك                                   |
| 13:00             |        |       |         | الملعب: ملعب مدينة الملك خالد الرياضية |

| 14 فبراير 2013 14 | العدالة | 1 – 0 | التهامي | الأحساء                              |
| 14:45             |         |       |         | الملعب: ملعب الأمير عبد الله بن جلوي |

| 20 فبراير 2013 15 | الحمادة | 2 – 1 | العدالة | الغاط                     |
| 16:40             |         |       |         | الملعب: ملعب نادي الحمادة |

| 01 مارس 2013 16 | العدالة | 2 – 1 | الجبلين | الأحساء                              |
| 18:00           |         |       |         | الملعب: ملعب الأمير عبد الله بن جلوي |

| 07 مارس 2013 17 | العدالة | 1 – 1 | أحد | الأحساء                              |
| 19:40           |         |       |     | الملعب: ملعب الأمير عبد الله بن جلوي |

| 13 مارس 2013 18 | القلعة | 2 – 1 | العدالة | الجوف                   |
| 16:25           |        |       |         | الملعب: ملعب نادي الجوف |

### إحصائيات
- سجّل العدالة 22 هدفًا (بمعدل 1.22 في كلّ مباراة) بينما تلقّت شباكه 27 هدفًا (بمعدل 1.5 في كل مباراة).
  - سجّل العدالة 11 هدفًا في المباريات التي خاضها على أرضيّة ملعبه وتلقَّى 11 هدفًا أيضًا.
  - سجّل العدالة 11 هدفًا خارج دياره وتلقَّى في مقابل ذلك 16 هدفًا.
- خسر العدالة مبارتين على التوالي في مناسبتين: الأولى في الجولتين الثانية والثالثة، والثانية في الجولتين السابعة والثامنة.
  - لم يُحقّق العدالة أيّ انتصارين أو أكثر على التوالي طوال جولات الدوي الثمانية عشر.
- أكبر انتصارٍ حقّقه نادي العدالة في الموسم الكرويّ 2012–13 كان خارج ميدانهِ على حسابِ نادي نجد بثلاثة أهداف مقابل واحد في الجولة الافتتاحيّة.
  - أكبر خسارةٍ تعرض لها النادي الأحسائي كانت في الجولة الثانيّة حينما سُحق في الأحساء أمام نادي العيون بأربعة أهداف مقابل واحد.